# Catuçaba
Catuçaba é um distrito do município brasileiro de São Luiz do Paraitinga, que integra a Região Metropolitana do Vale do Paraíba e Litoral Norte, no interior do estado de São Paulo.

## História

### Formação administrativa
- Distrito criado pelo Decreto-Lei n° 14.334 de 30/11/1944, com o povoado de São Pedro mais terras do distrito sede de São Luiz do Paraitinga[3].

## Geografia

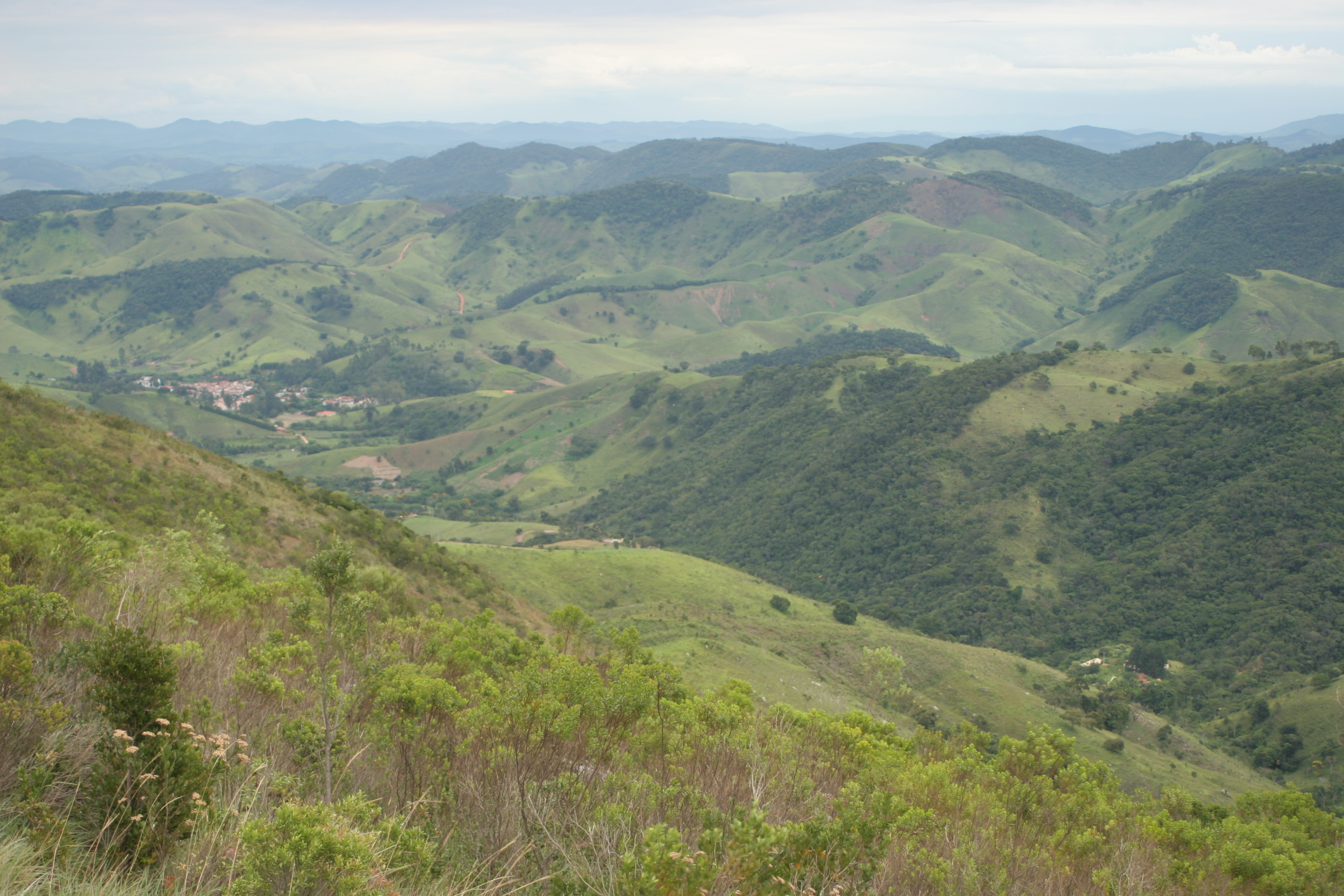
Catuçaba visto do mirante.

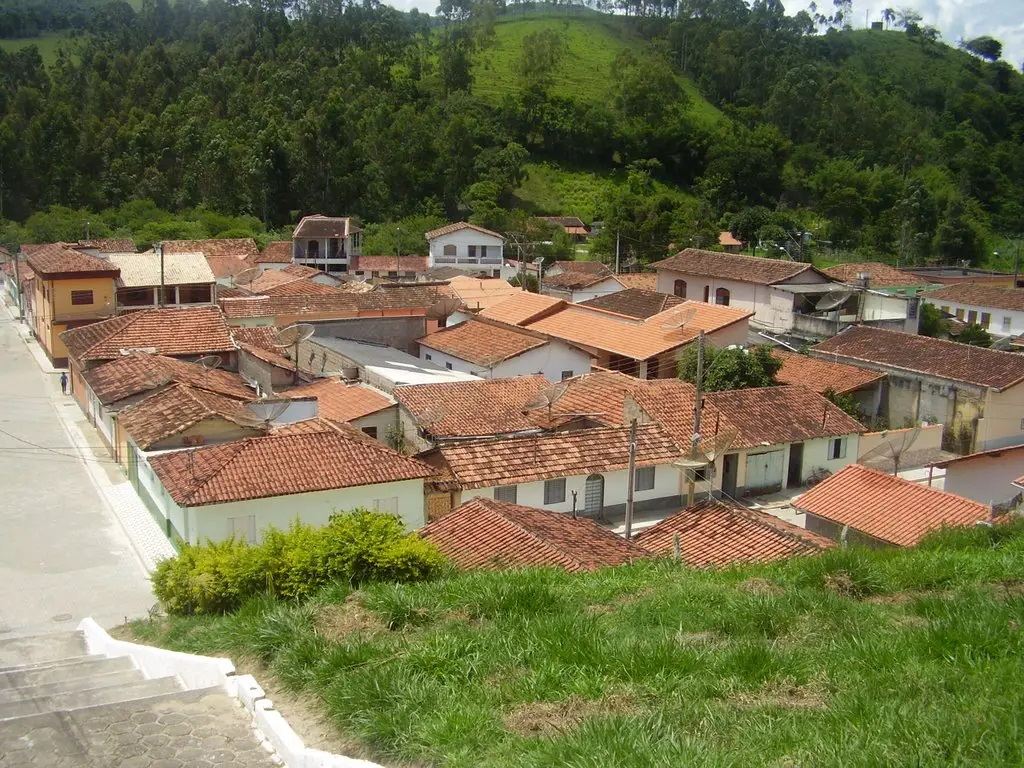
Catuçaba visto da igreja.

### Demografia

#### População urbana
| Crescimento população urbana | Crescimento população urbana | Crescimento população urbana | Crescimento população urbana |
| Censo                        | Pop.                         |                              | %±                           |
| ---------------------------- | ---------------------------- | ---------------------------- | ---------------------------- |
| 1950                         | 198                          |                              | —                            |
| 1960                         | 340                          |                              | 71,7%                        |
| 1970                         | 346                          |                              | 1,8%                         |
| 1980                         | 418                          |                              | 20,8%                        |
| 1991                         | 429                          |                              | 2,6%                         |
| 2000                         | 441                          |                              | 2,8%                         |
| 2010                         | 573                          |                              | 29,9%                        |
| Fonte: IBGE e Fundação SEADE |                              |                              |                              |

#### População total
Pelo Censo 2010 (IBGE) a população total do distrito era de 1 327 habitantes.

### Área territorial
A área territorial do distrito é de 228,180 km².

### Rodovias
O acesso à Catuçaba é feito pela Rodovia Abílio Monteiro de Campos, que liga o distrito ao km 46 da Rodovia Oswaldo Cruz (SP-125).

## Serviços públicos

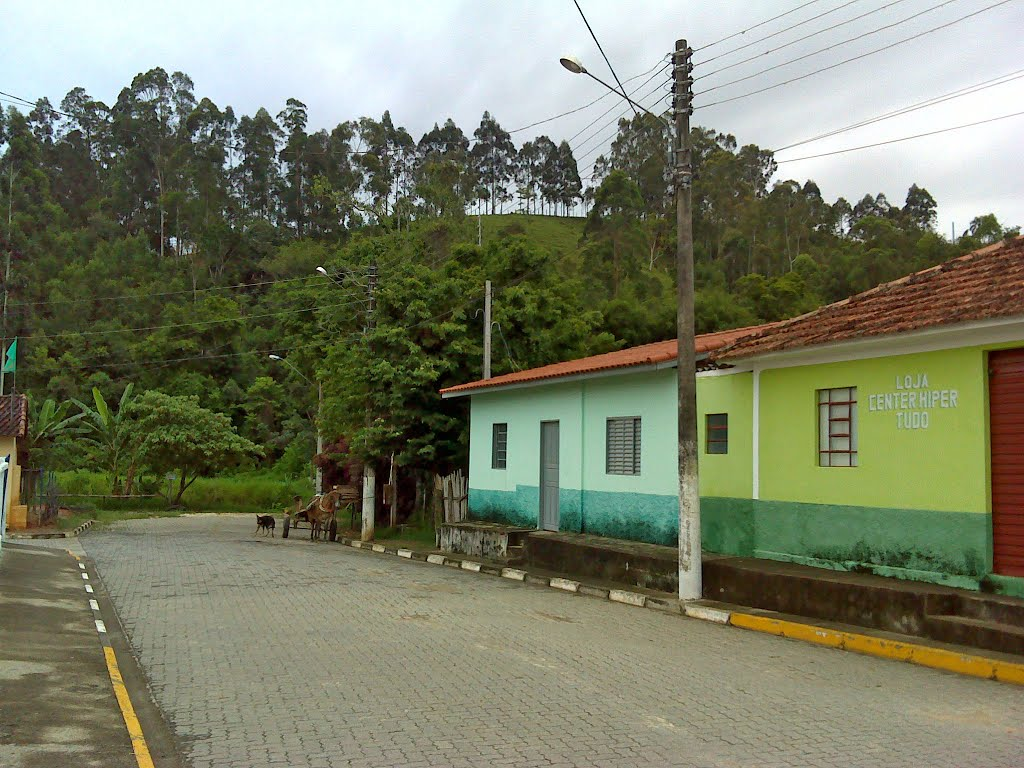
Aspecto local.

### Registro civil
Atualmente é feito na sede do município, pois o Cartório de Registro Civil das Pessoas Naturais do distrito foi extinto pela Resolução nº 1 de 29/12/1971 do Tribunal de Justiça do Estado de São Paulo e seu acervo foi recolhido ao cartório do distrito sede.

### Saneamento
O serviço de abastecimento de água é feito pela Companhia de Saneamento Básico do Estado de São Paulo (SABESP).

### Energia
A responsável pelo abastecimento de energia elétrica é a Neoenergia Elektro, antiga CESP.

### Telecomunicações
O distrito era atendido pela Telecomunicações de São Paulo (TELESP), que inaugurou a central telefônica utilizada até os dias atuais. Em 1998 esta empresa foi vendida para a Telefônica, que em 2012 adotou a marca Vivo para suas operações.

## Atrações turísticas

### Refúgio das 7 Cachoeiras

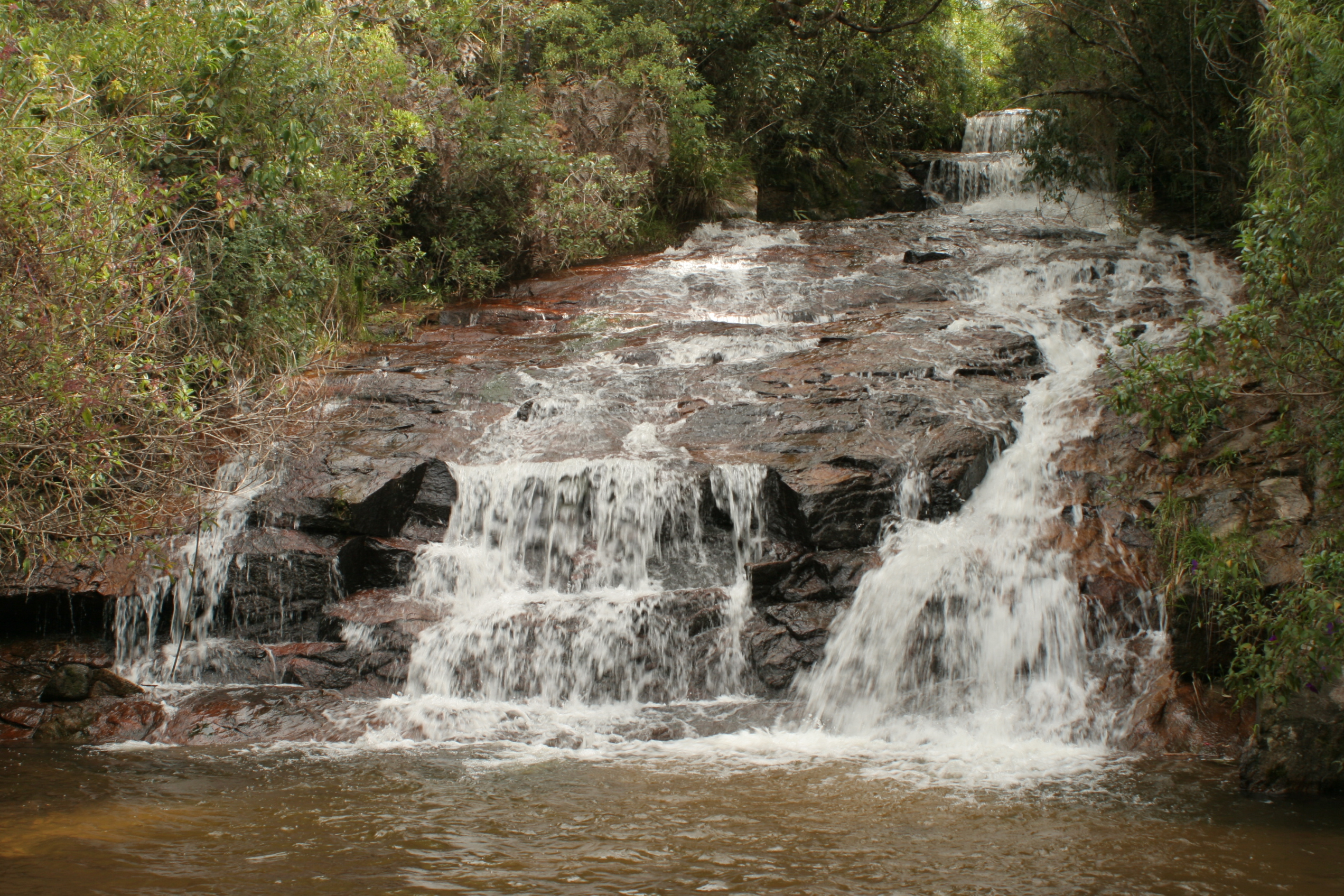
Uma das "sete" cachoeiras.

Uma fazenda antiga do tempo dos tropeiros, o Refúgio das 7 Cachoeiras localiza-se na Serra do Mar, isolado em meio à natureza,  oferecendo uma paisagem de beleza rara, com montanhas, mata atlântica nativa, três rios (nascentes do rio Paraíba do Sul), sete cachoeiras que têm de 10 a 40m de altura e diversos poços de águas cristalinas, ideal para praticantes de ecoturismo.
No local há várias trilhas, sendo as principais:
- Trilha das 7 Cachoeiras, cujo destino é o Mirante da Laje de Pedra, de onde, em dias claros, avistam-se na Serra da Mantiqueira o Pico dos Marins, o Pico do Itaguaré e o Pico das Agulhas Negras.
- Trilha do Vale Encantado, que leva ao Mirante do Pôr do Sol, de onde avistam-se alguns vales locais.

## Religião

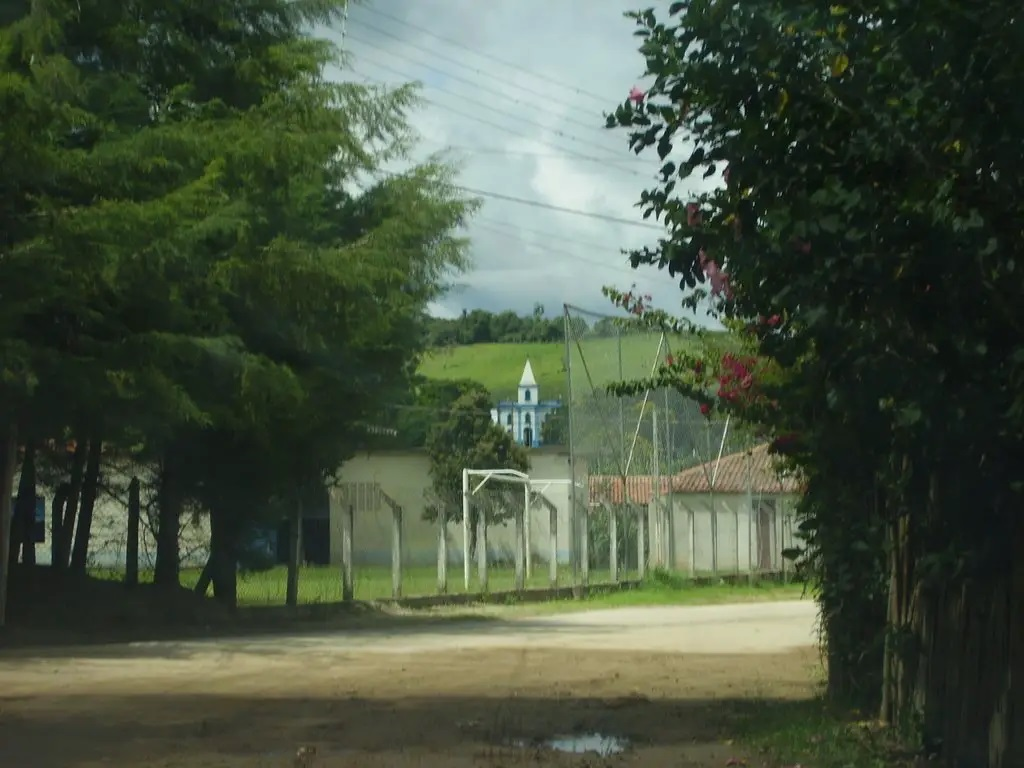
Igreja.

O Cristianismo se faz presente no distrito da seguinte forma:

### Igreja Católica
- A igreja faz parte da Diocese de Taubaté[17].

### Igrejas Evangélicas
- Congregação Cristã no Brasil[18].